# Forcipomyia testuedo
Forcipomyia testuedo är en tvåvingeart som beskrevs av Debenham 1987. Forcipomyia testuedo ingår i släktet Forcipomyia och familjen svidknott. Inga underarter finns listade i Catalogue of Life.